# Scelidosaurus
Scelidosaurus ("gušter s udovima", od Grčkog skelos/σκελος - "noga" i saurus/σαυρος - "gušter") bio je rod četveronožnih, lako oklopljenih dinosaura biljoždera dug oko četiri metra. Živio je tijekom perioda rane jure, prije između 199,6 i 194 milijuna godina. Njegovi fosili pronađeni su u Engleskoj i Arizoni (SAD). Scelidosaurus se naziva najranijim potpunim dinosaurom. Ostaci tog roda i njegovih srodnika mogu se pronaći na tri kontinenta.
Komparativni anatom Richard Owen opisao je Scelidosaurusa 1859. godine. Danas se validnom smatra samo jedna vrsta, S. harrisonii, iako su tijekom godina predložene dodatne vrste. Budući da je on jedan od najprimitivnijih tireofora, točno svrstavanje Scelidosaurusa u tom podredu je predmet debata već 150 godina, a tome ne pomaže manjak znanja o njegovim najbližim srodnicima.

## Opis
Sasvim odrastao Scelidosaurus bio je prilično malen u odnosu na većinu drugih dinosaura. Neki naučnici procijenili su njegovu dužinu na 4 metra. Scelidosaurus je bio četveronožac, sa zadnjim udovima znatno dužim od prednjih. Možda je stajao na zadnjim nogama kako bi se hranio vegetacijom na drveću, ali stopala na prednjim udovima bila su iste veličine kao i na zadnjim, što znači da je pretežno hodao na četiri noge. Scelidosaurus je imao četiri prsta, od kojih je centralni bio najmanji.

### Lubanja
Za razliku od kasnijih ankilosaura, njegova lubanja je bila niska i trougaonog oblika, više duga nego široka, slična onoj kod primitivnih pripadnika Ornithischia. Glava Scelidosaurusa bila je malena, s vratom dužim nego kod većine oklopljenih dinosaura.
Kao i ostali tireofori, Scelidosaurus je bio biljožder, s vrlo malenim listolikim obraznim zubima za rezanje vegetacije. Vjeruje se da je Scelidosaurus obrađivao hranu vrlo jednostavnim pokretima čeljusti gore i dolje. Za razliku od kasnijih ankilosaura, Scelidosaurus je još uvijek imao pet pari otvora u lubanji koji su prisutni i kod primitivnih pripadnika Ornithischia, a njegovi zubi imali su oblik sličniji lišću nego što je slučaj kod kasnijih oklopljenih dinosaura.

### Oklop
Najočitija osobina Scelidosaurusa bio je njegov oklop, koji se sastojao od koštanih ploča u koži. Ti osteodermi bili su raspoređeni u paralelnim redovima na njegovom tijelu. Osteodermi su također pronađeni u koži krokodila, armadila i nekih guštera. Ti osteodermi su se razlikovali po veličini i obliku; većinom su bili maleni i ravni, ali su se pojavljivale i deblje ploče. Ploče su bile raspoređene u pravilnim vodoravnim redovima duž vrata, leđa i kukova te životinje, a manje ploče nalazile su se na udovima i repu. Lateralne ploče bile su kupaste, a ne nalik na oštrice kao kod Scutellosaurusa, pa se ta dva roda razlikuju po tome. Također je imao i par upadljivih ploča s tri vrha iza glave. U odnosu na kasnije ankilosaure, Scelidosaurus je bio lako oklopljen.
Također su pronađeni i fosilizirani otisci kože. Između koštanih ploča, Scelidosaurus je imao okrugle krljušti slično kao i Heloderma suspectum. Između velikih ploča postojale su i vrlo malene koštane "granule" (5–10 mm). Kod kasnijih ankilosaura su se te pločice možda razvile u veće ploče, na kraju se spojivši u multi-osteodermalni oklop kod rodova kao što je Ankylosaurus.

### Ishrana
Scelidosaurus i njegovi jurski srodnici bili su biljožderi. Međutim, dok su ostali pripadnici Ornithischia imali zube sposobne za mrvljenje biljne hrane, Scelidosaurus je imao manje, jednostavnije zube i čeljust sposobnu samo za jednostavne kretnje prema gore i dolje. U tom pogledu, podsjećali su na zube stegosaurida, koji su također imali primitivne zube i jednostavne čeljusti. Također je moguće da su gutali gastrolite kao i stegosauri kako bi lakše probavljali hranu (zbog neefikasnog sistema žvakanja), što također danas rade i ptice i krokodili. Njihova ishrana sastojala se od biljaka s lišćem ili voća, jer su se trave pojavile tek tijekom perioda kasne krede, kada je Scelidosaurus već bio izumro.

## Klasifikacija
Scelidosaurus je bio pripadnik Ornithischia i ponekada se klasificira kao ankilosaur, a ponekada kao stegosaur. Ta debata još uvijek se nije završila; zasada se smatra da je ili bliži ankilosauridima nego stegosauridima i da je samim time i pravi ankilosaur; ili da se nalazi negdje na razdjelnici između ankilosaura i stegosaura. Klasifikacija među stegosaure se više ne prihvaća, ali se još može naći u starijim knjigama o dinosaurima. Unatoč njegovoj klasifikaciji među ankilosaure, Scelidosaurus je dijelio neke osobine sa Stegosaurusom, uključujući i teško tijelo koje je najviše u predjelu kukovlja i koštane ploče koje su se protezale niz leđa.
Jedan od mogućih kladograma je sljedeći:
|          | Scelidosaurus                                                |
|          |                                                              |
| Eurypoda | \| \| Stegosauria \| \| \| \| \| \| Ankylosauria \| \| \| \| |
|          | \| \| Stegosauria \| \| \| \| \| \| Ankylosauria \| \| \| \| |
|          | Stegosauria                                                  |
|          |                                                              |
|          | Ankylosauria                                                 |
|          |                                                              |

|  | Stegosauria  |
|  |              |
|  | Ankylosauria |
|  |              |

|          | Scelidosaurus                                                |
|          |                                                              |
| Eurypoda | \| \| Stegosauria \| \| \| \| \| \| Ankylosauria \| \| \| \| |
|          | \| \| Stegosauria \| \| \| \| \| \| Ankylosauria \| \| \| \| |
|          | Stegosauria                                                  |
|          |                                                              |
|          | Ankylosauria                                                 |
|          |                                                              |

|  | Stegosauria  |
|  |              |
|  | Ankylosauria |
|  |              |

Prema Scelidosaurusu dat je naziv porodici Scelidosauridae, grupi primitivnih pripadnika Ornithischia bližih zajedničkim precima ankilosaura i stegosaura. Pored Scelidosaurus, ostali pripadnici tog kladusa su  Bienosaurus i moguće Scutellosaurus. Tu porodicu, koju je prvi predložio Edward Drinker Cope 1869. godine, ponovo je uspostavio kineski paleontolog Dong Zhiming 2001. godine nakon istraživanja o Bienosaurusu, koji dijeli mnoge sličnosti sa Scelidosaurusom. Scelidosauridi se mogu naći u formacijama iz rane jure, a moguće je da su opstali do kasne jure. Njihovi fosili pronađeni su u Kini, Engleskoj i Arizoni. Neki paleontolozi smatraju scelidosauride parafiletičnom grupom, ali Benton (2004.) predstavlja tu grupu kao monofiletičnu.
Fosilni ostaci tireofora primitivnijih od Scelidosaurusa su oskudni. Primitivniji Scutellosaurus, koji se također može pronaći u Arizoni, bio je raniji rod koji je se pretežno kretao na dvije noge. U Francuskoj su pronađeni tragovi mogućih ranih oklopljenih dinosaura stari oko 195 milijuna godina. Preci tih primitivnih tireofora razvili su se od ranih pripadnika Ornithischia sličnih Lesothosaurusu tijekom kasnog trijasa.

### Vrste
S. harrisonii, koju je opisao Owen, tranutno je jedina priznata vrsta, koja se zasniva na nekoliko gotovo potpunih skeleta. U formaciji Lower Lufeng iz perioda sinemurija pronađena je moguća druga vrsta, S. oehleri, koju je 1965. opisao D.J. Simmons i svrstao je u vlastiti rod, Tatisaurus. Spencer G. Lucas ju je 1996. premjestio u Scelidosaurus. Iako su ostaci fragmentarni, ta nova procjena ne prihvata se, pa se S. oehleri prihvata kao pripadnik roda Tatisaurus.

## Otkriće
Dok je James Harrison iz Charmoutha, Zapadni Dorset, Engleska (rani sinemurij, prije 196,5-194 mil. god.) 1858. prekapao litice Black Vena (između Charmoutha i Lyme Regisa), vjerojatno u potrazi za sirovinama za manufakturu cementa, pronašao je nekoliko fosiliziranih kostiju udova. Poslao ih je profesoru Richardu Owenu pri Prirodoslovnom muzeju. Poslije je na istom mjestu otkriven i potpun skelet. Sir Richard Owen je 1859. dao naziv Scelidosaurusu; međutim, njegov potpun opis napravljen je tek 1863. godine. Na žalost, zajedno s ostacima Scelidosaurusa nalazili su se i ostaci jednog teropoda, što se nije doznalo do 1968. godine. Richard Lydekker je 1888. odabrao kosti koljenskog zgloba kao lektotip za rod Scelidosaurus.
Mnogo godina su enigmatični fosili Scelidosaurusa izazivali debate po pitanju klasifikacije tog roda. Von Zittel (1902.), Swinton (1934.) i Appleby et al. (1967.) identificirali taj rod kao stegosaura. U jednom članku iz 1968. godine, Romer tvrdi da je to ankilosaur. Richard Thulborn pri Univerzitetu u Queenslandu je 1977. pokušao ponovo klasificirati Scelidosaurus kao ornitopoda sličnog Tenontosaurusu ili Iguanodonu. Thulborn je tvrdio da je Scelidosaurus bio lako građen dvonožni dinosaur prilagođen trčanju. Thulbornove teorije iz 1977. u vezi s tim rodom se ne prihvataju.
B. H. Newman je 1968. priložio zahtjev da se poništi Lydekkerova odluka da se koljenski spoj proglasi lektotipom, jer je on pripadao jednom megalosauru. Wells et al. su 1995. neslužbeno priključili te kosti (bedrena kost i nepotpuna goljenična) rodu "Merosaurus".
Godine 1989. ploče pronađene u formaciji Kayenta u sjevernoj Arizoni, za koje se smatra da pripadaju Scelidosaurus sp., pomogle su u određivanju starosti tih naslaga na između 199,6-196,5 milijuna godina starosti. Te ploče su također stvorile geografsku vezu između arizonskog kanjona Glen i Evrope, gdje su prethodno otkriveni ostaci Scelidosaurusa. Međutim, neki naučnici su osporavali pripajanje rodu Scelidosaurus.
Martill et al. su 2000. objavili da je pronađeno očuvano meko tkivo kod jednog primjerka Scelidosaurusa. Ti fosili sastoje se od osam repnih pršljenova u jednom komadu muljnjaka i potiču iz perioda kasnog hettangija do sinemurija. Dijelovi tog fosila očuvani su na takav način da je meko tkivo bilo omotano, što se može vidjeti oko pršljena, a prisutan je bio i sloj epiderma preko ploča. Autori su zaključili da su osteodermi svih primitivnih oklopljenih dinosaura bili pokriveni tvrdim, vjerojatno keratinskim slojem kože.

## U popularnoj kulturi
Iako Scelidosaurus nije ni približno tako poznat kao njegovi sestrinski taksoni Ankylosaurus i Stegosaurus, on se s vremena na vrijeme pojavljivao u popularnim medijima. Jedan primjer je videoigra za Nintendo Jurassic Park III: Park Builder, gdje igrač parkom s dinosaurima, a među njima je i Scelidosaurus.
Taj dinosaur je također jedan od glavnih eksponata u Charmouth Heritage Coast Centre u Charmouthu (Engleska). U tom centru nalaze se i model i odljev Scelidosaurusa, čiji su fosili pronađeni na tom području.
U dječjoj emisiji Harry and His Bucket Full of Dinosaurs prikazan je Scelidosaurus po imenu Sid, koji je jedan od Harryjevih prijatelja.

## Vanjske poveznice
- Ankylosauromorpha na Tree of Life
- Scelidosauridae  Arhivirana inačica izvorne stranice od 12. srpnja 2007. (Wayback Machine)
- Scelidosaurus  Arhivirana inačica izvorne stranice od 29. rujna 2009. (Wayback Machine) na Thescelosaurus! (potražiti Thyreophora)
- Scelidosaurus na Dinodata